# Mexicas
Pour l’article homonyme, voir Mexica (jeu de société).
 (septembre 2009).
Mexica est, en nahuatl, le pluriel du mot mexicatl ; il se prononçait [mɛ.ʃi.ka], c'est-à-dire « mèchica », et était utilisé par les Mésoaméricains pour désigner les habitants de Mexico-Tenochtitlan et de Mexico-Tlatelolco (parfois distingués par les expressions nahuatl mexica tenochca et mexica tlatelolca).

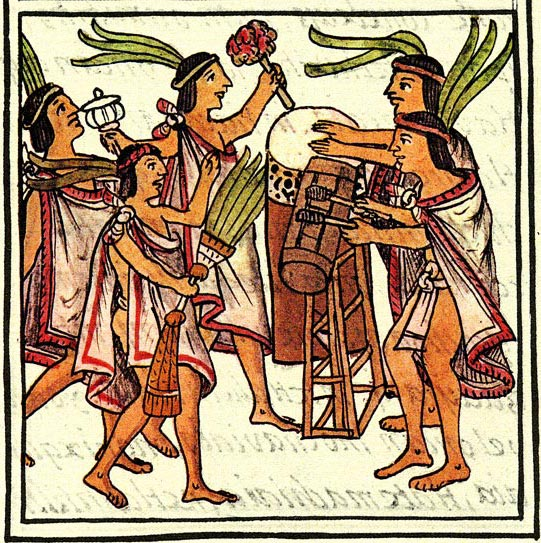
Tambours aztèques représentés dans le Codex de Florence.

Il a été le plus souvent remplacé, en particulier dans l'historiographie francophone et anglophone, par le terme Aztèques (azteca en nahuatl, signifiant « ceux d'Aztlan ») qui, à l'origine, servait à désigner notamment (mais pas uniquement) les ancêtres des fondateurs de ces altepeme (cités) avant leur migration depuis l'île très probablement mythique d'Aztlan. Cet usage a été popularisé à partir du XVIIe siècle par des érudits comme Francisco Javier Clavijero, et surtout par les publications de Vue des cordillères et monumens des peuples indigènes de l'Amérique d'Alexander von Humboldt en 1810 et de The History of the Conquest of Mexico de William H. Prescott en 1844.
Cependant, cet usage étant considéré comme abusif par de nombreux spécialistes contemporains, en particulier par les hispanophones, le mot nahuatl mexica a été réutilisé par certains mésoaméricanistes, à partir de la deuxième moitié du XXe siècle, pour désigner tout ce qui se rapporte aux altepeme de Mexico-Tenochtitlan et Mexico-Tlatelolco. Au pluriel, il est souvent orthographié avec un « s » final, bien que le mot nahuatl mexica soit déjà une forme au pluriel.

## Étymologie
L'étymologie du mot « mexica » est loin d'être claire.
Les chroniqueurs du XVIe siècle ne s'accordent pas entre eux sur l'origine du mot. Selon certains, il dériverait du nom d'un personnage historique de l'époque de la migration, tandis que d'autres parlent d'un peuple appelé les Mexitli, dont dériverait le nom de la ville. Voici une de ces versions, telle qu'elle est rapportée par Bernardino de Sahagún :
« Cette dénomination de Mexicatl se disait anciennement Mecitl, formé de me ou de metl, qui signifie maguey et citli, lièvre. Cela devrait donc s'écrire Mecicatl. C'est en changeant le c en x qu'on a fait Mexicatl par corruption. Au dire des anciens, la cause de cette appellation provient de ce que les Mexicains [note : c'est-à-dire les Mexica/Aztèques] en arrivant dans ce pays avaient pour chef ou seigneur le nommé Mecitl, qu'on avait surnommé citli (ou Lièvre) au moment de sa naissance. Comme ailleurs on lui donna pour berceau  une grande feuille de maguey, on l'appela désormais Mecitl comme pour dire : homme élevé dans cette feuille de maguey. »
Il n'existe pas de glyphe préhispanique correspondant au mot Mexico : on emploie celui qui désigne Tenochtitlan. Le mésoaméricaniste français Christian Duverger en déduit que les Mexica ont probablement cherché ainsi à occulter l'origine de leur propre nom. Il part de l'étymologie metzli (la lune) + xictli (le centre) + co (particule qui désigne un endroit), ce qui devrait donner Mexicco si l'on suit les règles de formation des mots composés en nahuatl. Si l'on tient compte de l'imprécision de l'orthographe à l'époque coloniale, le mot Mexico est compatible avec cette étymologie. Duverger s'est par ailleurs intéressé au nom otomi de Mexico. Les Otomi sont un groupe fort ancien, qui occupait jadis une grande partie du Mexique central. Dans leur langue, Mexico s'appelle «amadetzânâ», ce qui signifie «au milieu de la lune». Une connotation lunaire/aquatique est plus compatible avec le système de pensée otomi qu'avec le système de pensée aztèque aux connotations solaires.
Du double nom Mexico-Tenochtitlan, Duverger tire la conclusion que, contrairement à ce que les Aztèques auraient voulu faire croire, ils n'auraient pas fondé la ville (ce que semblent confirmer les fouilles archéologiques). Tenochtitlan serait donc le véritable nom de la ville, que les dirigeants de l'empire aztèque auraient décidé d'accoler à l'ancien toponyme otomi « amadetzânâ » traduit en nahuatl, soit que cette traduction ait été déjà d'usage depuis l'arrivée des peuples nahuas dans la région, soit qu'il s'agisse d'une forme de syncrétisme dont les Aztèques étaient coutumiers. Cette distorsion historique aurait permis aux dirigeants aztèques, sous l'impulsion de Tlacaelel, de légitimer leur domination sur les autres peuples de la région par une explication d'origine religieuse, le nom de Mexitin leur ayant été donné, selon les légendes rapportées par certains codex aztèques, par leur dieu tribal Huitzilopochtli.